# سد دارلینگتون
سد دارلینگتون (به لاتین: Darlington Dam) یک سد در آفریقای جنوبی است که در کیپ شرقی واقع شده‌است.